# Heino Schmieden

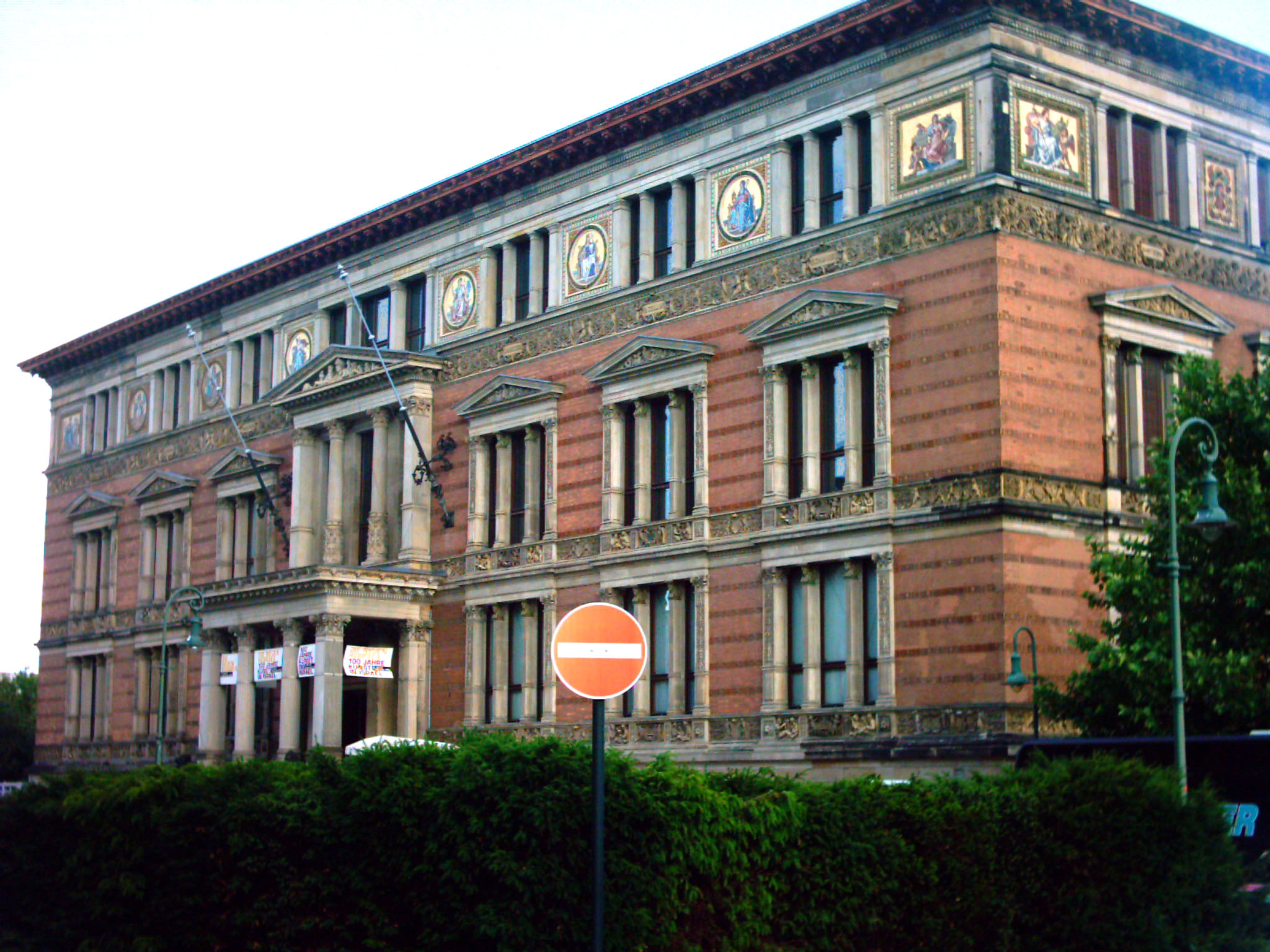
Kunstgewerbemuseum in Berlin

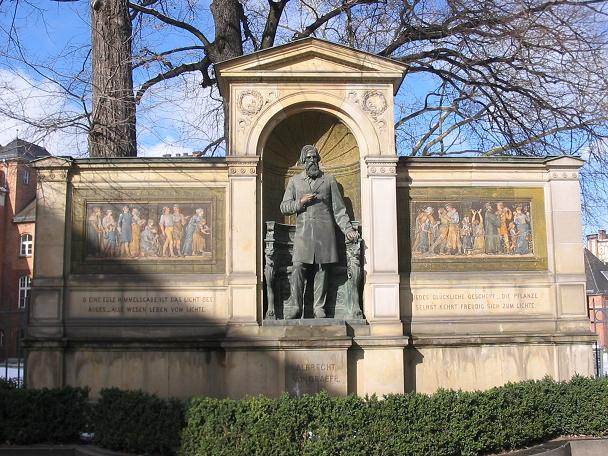
Denkmal für Albrecht von Graefe in Berlin

Johann Heino Schmieden (* 15. Mai 1835 in Soldin; † 7. September 1913 in Berlin) war ein deutscher Architekt.

## Leben und Werk
Ab 1854 studierte Heino Schmieden an der renommierten Berliner Bauakademie, das anschließende Referendariat in der öffentlichen Bauverwaltung schloss er 1866 erfolgreich mit dem Examen zum Regierungsbaumeister ab. Bereits im letzten Studienjahr bildete sich Schmieden während seiner Reisen nach Frankreich, Großbritannien und Italien weiter.
Mit hohen künstlerischen Ansprüchen fertigte er Pläne für Museen, Krankenhäuser, Denkmäler und Villen an, entwarf aber auch zahlreiche Wohn- und Geschäftshäuser. 1875/1876 wurde nach seinen Entwürfen das Herrenhaus Gentzrode im orientalisierenden Stil bei Neuruppin für den Kaufmann Alexander Gentz errichtet; die beiden blieben zeitlebens befreundet. Bis zu dessen Tode im Jahr 1880 bildete er gemeinsam mit Martin Gropius eine der größten Architektenfirmen Berlins, die Sozietät Gropius & Schmieden. Als die bekanntesten Bauwerke aus der Architektengemeinschaft Gropius & Schmieden gelten der Neubau für das Kunstgewerbemuseum Berlin, heute als Martin-Gropius-Bau bekannt, sowie das Krankenhaus Friedrichshain.
Anschließend wurde die Firma bis 1893 mit Rudolph Speer sowie bis 1888 außerdem mit Viktor von Weltzien weitergeführt. Von 1899 bis 1913 arbeitete er mit dem Architekten Julius Boethke zusammen. Seit dem Jahr 1907 arbeitete Heinrich Schmieden, der Sohn von Heino Schmieden, in der Firma Schmieden & Boethke mit. Heino Schmieden zog sich mit seiner Tätigkeit schrittweise aus dem Unternehmen zurück. Die Namensähnlichkeit von Vater und Sohn Schmieden führte dazu, dass deren Werksanteile in dieser Periode nicht immer eindeutig zuzuordnen sind. Nach dem Tod von Heino Schmieden übernahm Heinrich Schmieden den väterlichen Anteil der Firma und arbeitete somit weiter mit Julius Boethke zusammen.

## Anerkennung
Schmiedens Wirken erfuhr in den höheren Lebensjahren umfassende Anerkennung, er wurde 1881 Mitglied der Preußischen Akademie des Bauwesens, 1887 der Preußischen Akademie der Künste. Das Ministerium hatte ihm die Goldene Medaille für Verdienste um das Bauwesen verliehen, die Technische Hochschule in Berlin die Würde eines Doktor-Ingenieurs ehrenhalber, und das Royal Institute of British Architects hatte ihn zum korrespondierenden Mitglied ernannt.

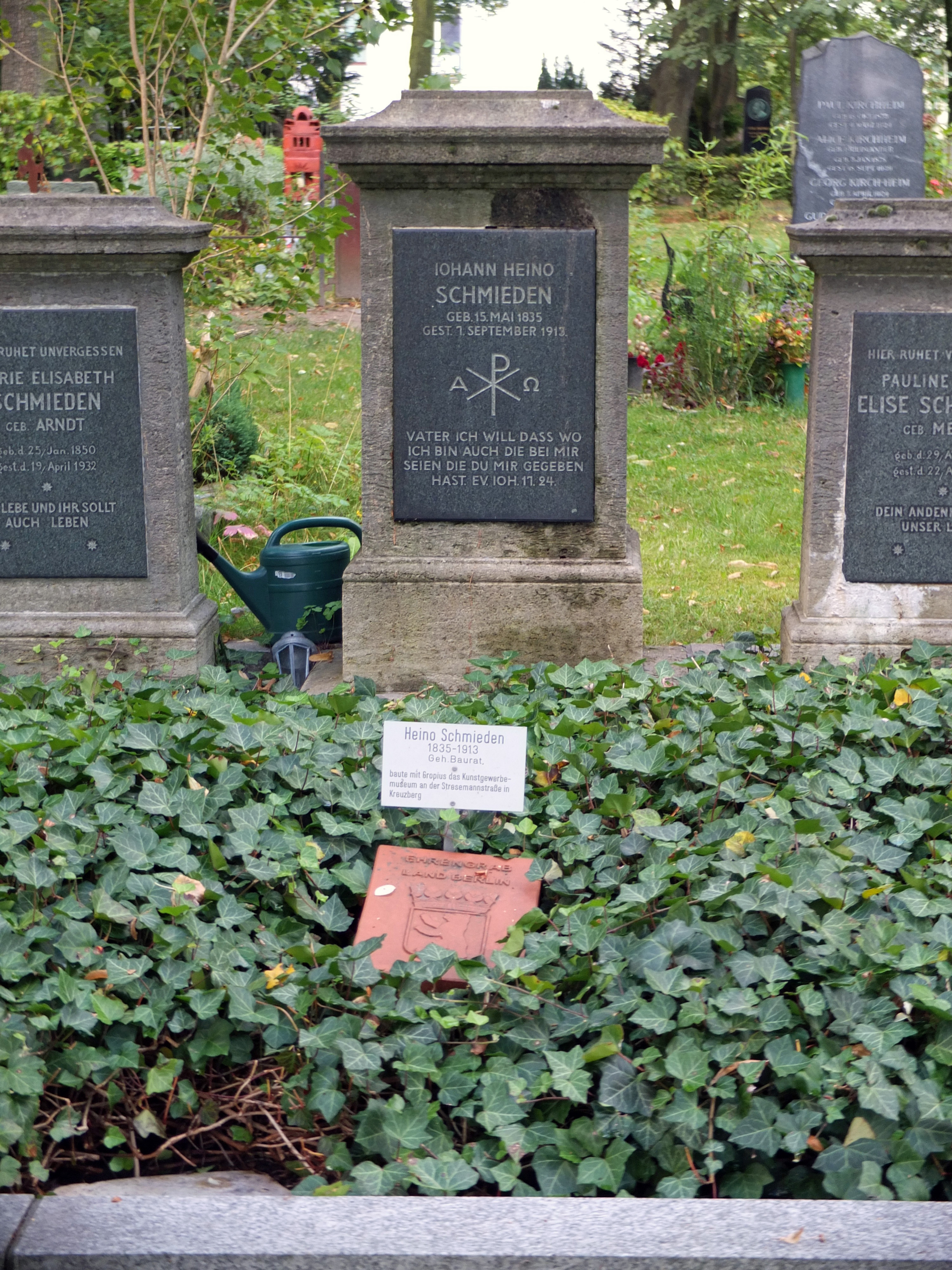
Grabstätte auf dem Alten St.-Matthäus-Kirchhof in Berlin-Schöneberg

Heino Schmieden starb im Alter von 78 Jahren. Sein Grab befindet sich auf dem Alten St.-Matthäus-Kirchhof in Berlin-Schöneberg (seit 1980 Ehrengrab der Stadt Berlin).
Der Berliner Bezirk Marzahn-Hellersdorf benannte 2020 auf dem historischen Gutsgelände Biesdorf den Heino-Schmieden-Weg.

## Werk (Auswahl)

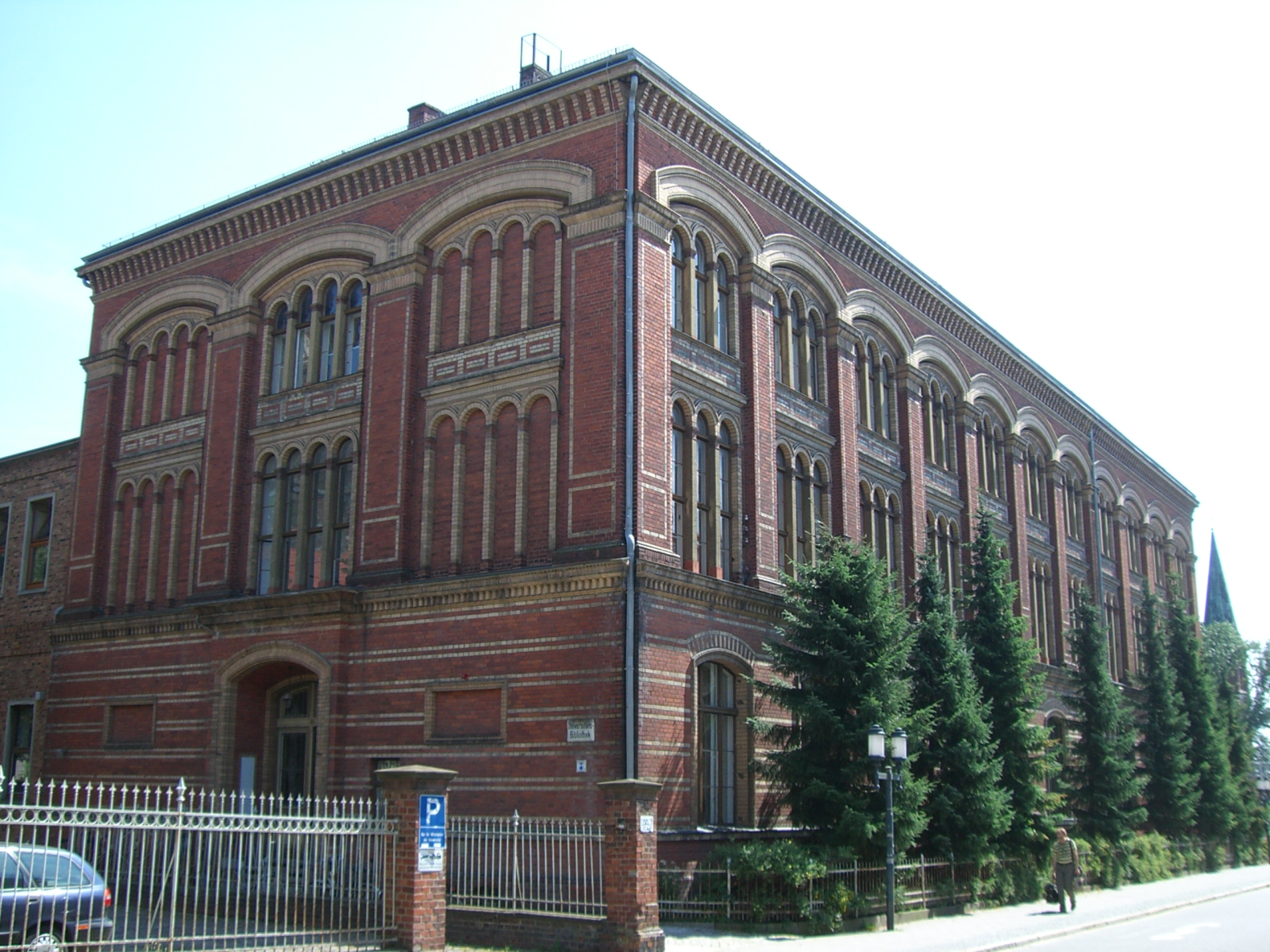
Alte Universitätsbibliothek in Greifswald

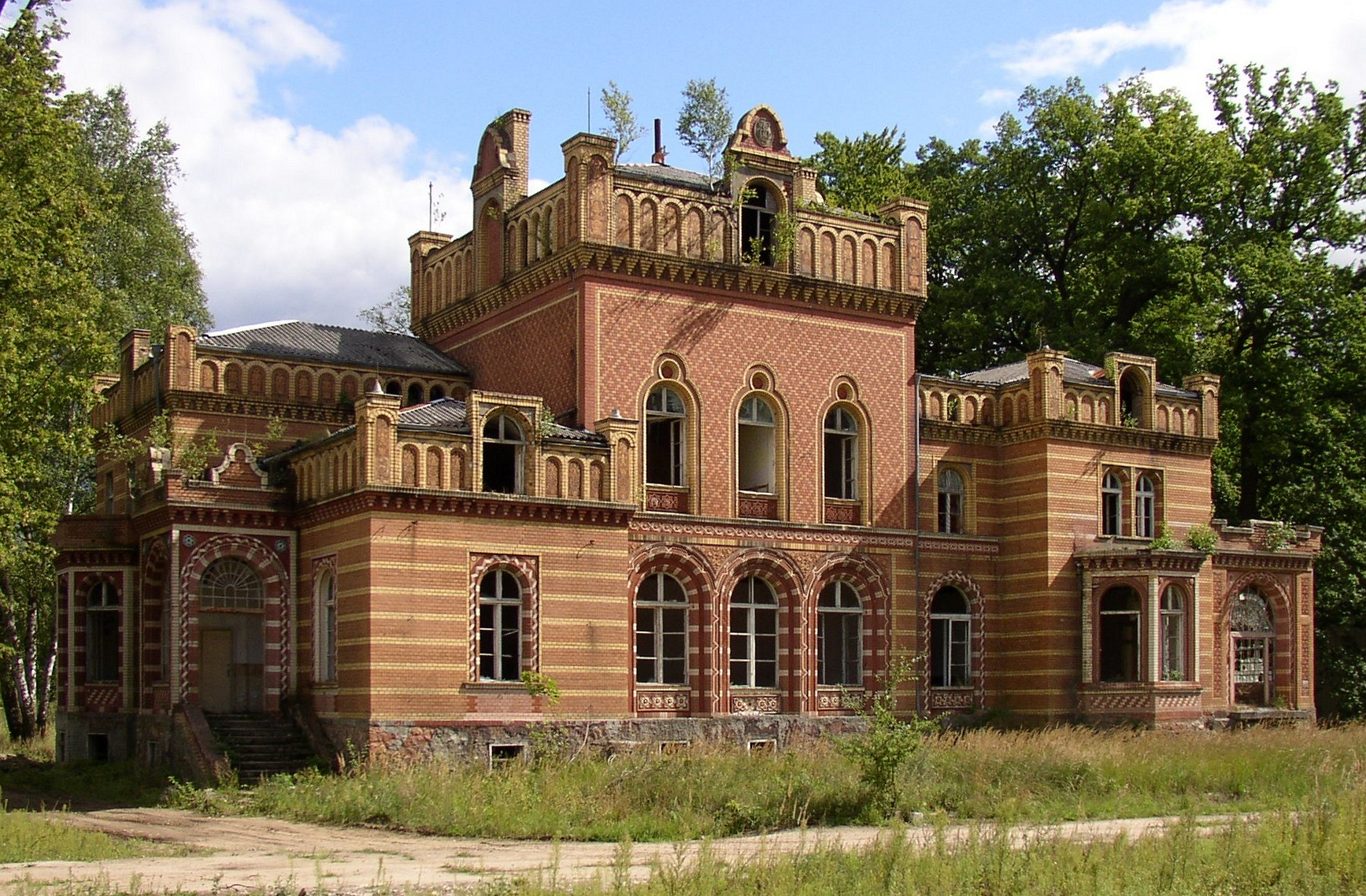
Herrenhaus in Neuruppin-Gentzrode

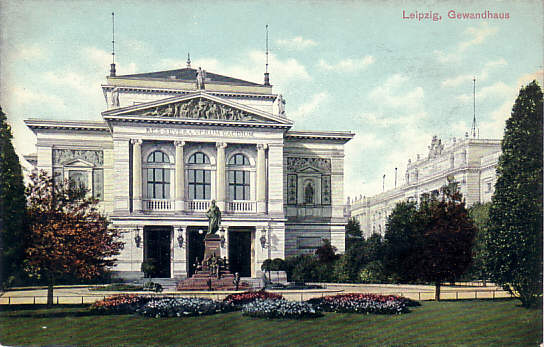
Konzerthaus („Neues Gewandhaus“) in Leipzig

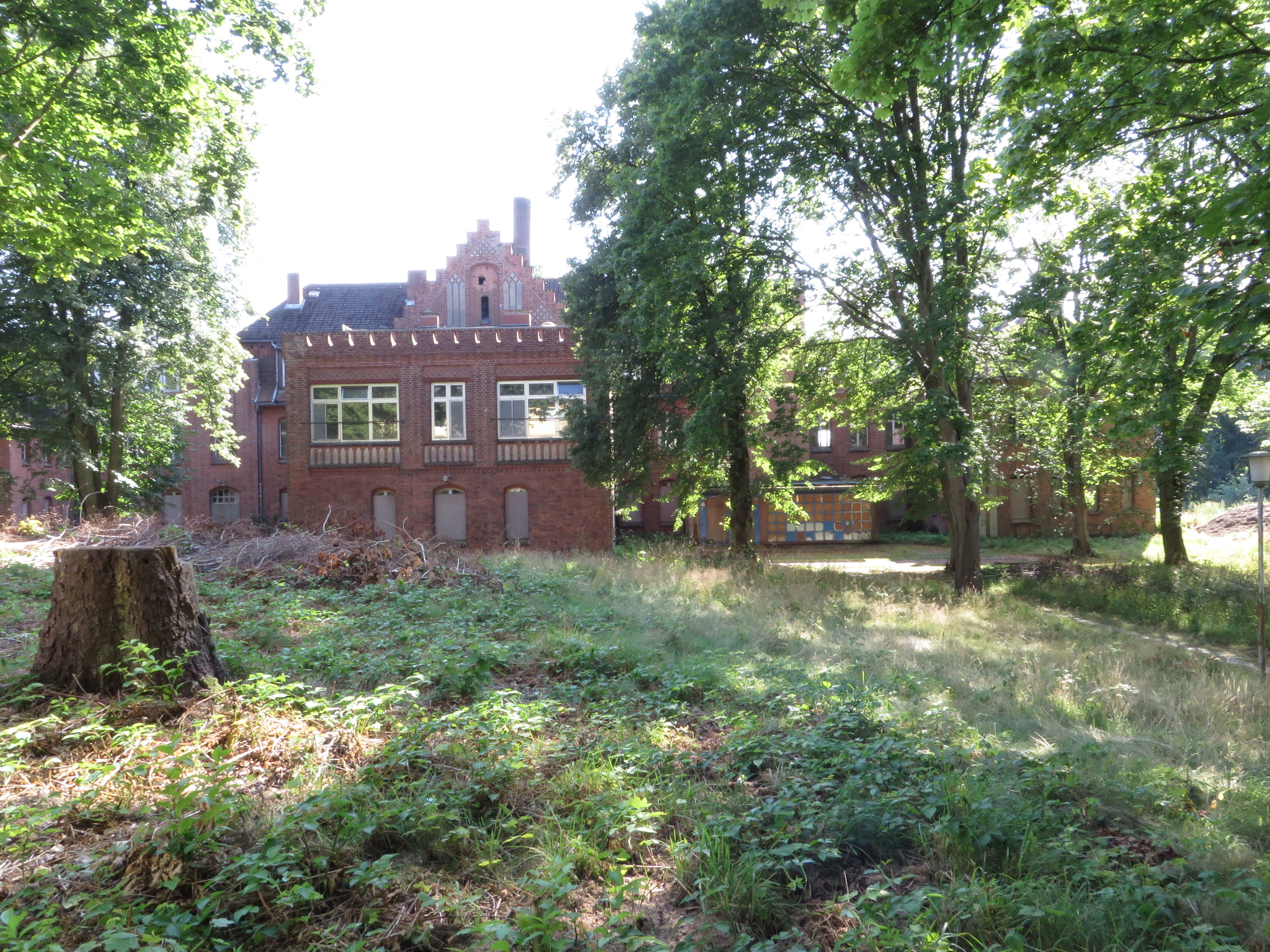
Marinelazarett in Flensburg-Mürwik

- 1861–1863: Schloss Hünegg am Ufer des Thunersees in der Nähe von Hilterfingen[1]
- 1868: Schloss Biesdorf in Biesdorf, spätklassizistische Turmvilla (unter Denkmalschutz)
- 1868–1874: Krankenhaus Friedrichshain in Berlin-Friedrichshain (gemeinsam mit Martin Gropius)
- 1870er Jahre: eigenes Wohnhaus am Lützowplatz in Berlin-Tiergarten[1]
- 1875–1876: Herrenhaus im orientalisierenden Gentzrode bei Neuruppin
- 1877–1880: Verwaltungsgebäude der Königlich Preußischen Bergwerksdirektion Saarbrücken (gemeinsam mit Martin Gropius) im Stil der Florentiner Renaissance (unter Denkmalschutz)
- 1877–1881: Kunstgewerbemuseum in Berlin-Kreuzberg im Stil eines italienischen Renaissance-Palastes, heute bekannt als Martin-Gropius-Bau (gemeinsam mit Martin Gropius)
- 1878: Garnisonslazarett in Koblenz-Ehrenbreitstein (heute genannt „Martin-Gropius-Bau“) (gemeinsam mit Martin Gropius)[5]
- 1878–1883: Universitäts-Augenklinik der Charité in Berlin-Mitte (gemeinsam mit Martin Gropius)
- 1878–1883: Universitäts-Frauenklinik der Charité in Berlin-Mitte (gemeinsam mit Martin Gropius)
- 1880–1882: Alte Universitätsbibliothek der Universität Greifswald (zusammen mit Martin Gropius)[6]
- 1881–1884: Universitätsbibliothek Kiel (zusammen mit Martin Gropius)
- 1882: Denkmal für Albrecht von Graefe an der Luisenstraße in Berlin-Mitte (nach älterem Entwurf, gemeinsam mit Martin Gropius und dem Bildhauer Rudolf Siemering)
- 1882–1884: Neues Gewandhaus in Leipzig (gemeinsam mit Martin Gropius) (schwere Kriegsschäden, Ruine 1968 abgerissen)
- 1885–1886: Mehrfamilienwohnhaus Kurfürstenstraße 21/23 in Berlin-Tiergarten (Neurenaissance)
- 1886–1887: Verwaltungsgebäude der Deutschen Lebens-, Pensions- und Rentenversicherungsgesellschaft in Potsdam (Eckgebäude am Nauener Tor in Neurenaissance-Formen)
- 1888: Kaiser- und Kaiserin-Friedrich-Kinderkrankenhaus in Berlin-Wedding[7]
- 1891–1893: Gebäude des Bankhauses Mendelssohn & Co. in Berlin-Mitte (gemeinsam mit Rudolf Speer)
- 1892–1895 Kreiskrankenhaus Bernburg (Verwaltungsgebäude unter Denkmalschutz)[8]
- 1894–1896: Krankenhaus Britz; das Kreiskrankenhaus des Landkreises Teltow in Britz entstand nach dem Vorbild in Bernburg[9]
- 1895: Johanniter-Krankenhaus in (Oberhausen-) Sterkrade (unter Denkmalschutz)
- 1897–1901: Städtisches Krankenhaus in Brandenburg an der Havel
- 1898–1902: 1. Bauabschnitt der Beelitzer Heilstätten in Beelitz (gemeinsam mit Julius Boethke)
- um 1900: Krankenhaus in Dessau[1]
- um 1900: Militärlazarett in Tempelhof[1]
- um 1900: Kreiskrankenhaus Lichterfelde[1]
- um 1900–1903: Städtisches Krankenhaus in Charlottenburg-Westend[1][10]
- 1900–1902: Johanniter-Heilstätte in Sorge (Harz) (gemeinsam mit Julius Boethke)[11]
- 1901–1902: Lungenheilstätte Holsterhausen (heute: Ruhrlandklinik) in Essen-Heidhausen (gemeinsam mit Julius Boethke; bis auf die Arztvilla vollständig durch Neubauten ersetzt)
- 1906–1912: Landes-Heil- und Pflegeanstalt in Herborn (gemeinsam mit Julius Boethke)
- 1907–1910: Marinelazarett mit Chefarztvilla in Flensburg-Mürwik, entstand zusammen mit den Gebäuden der Marineschule und dem Marine-Wasserturm (Kulturdenkmal)
- 1908–1909: Kasino des Offizierscorps der Landwehr-Inspektion in Charlottenburg (heute Museum für Fotografie) (unter Denkmalschutz)
- 1913–1914: „Oskar-Helene-Heim für Heilung und Erziehung gebrechlicher Kinder“ (ab 1937 Orthopädische Universitätsklinik der Charité) in Dahlem (gemeinsam mit Julius Boethke, posthum fertiggestellt, 2015 abgerissen)